# José Luis Gallego García
José Luis Gallego García (Madrid, 7 de diciembre de 1970) es un exfutbolista y entrenador español. Su posición era la de centrocampista desarrollando la mayor parte de su trayectoria futbolística en el Rayo Vallecano de Madrid.
Comenzó su carrera en las categorías inferiores del Rayo Vallecano y con 18 años es fichado por el Real Madrid C.F. para jugar en el filial, en el Real Madrid Castilla C.F. Allí se hizo con el brazalete bajo las órdenes del que era su entrenador, Vicente del Bosque. Tiempo después, el conjunto rayista se haría de nuevo con él para la primera plantilla.
Su debut deportivo fue en la temporada 1993/1994 y debutó en Primera División con el Rayo Vallecano en la temporada 1994/1995.
A lo largo de su carrera futbolística vistió las camisetas de los equipos españoles R. C. Recreativo de Huelva, el C. D. Numancia, el C. D. Leganés, el Real Jaén, el C. D. Badajoz y el Benidorm C. F.
Actualmente está retirado y cuenta con el título de entrenador español.

## Clubes
| Club                       | País   | Año       |
| -------------------------- | ------ | --------- |
| Real Madrid Castilla C.F.  | España | 1990-1992 |
| Rayo Vallecano             | España | 1992-1997 |
| Real Jaén C. F.            | España | 1997-1998 |
| C. D. Leganés              | España | 1998-1999 |
| C. D. Badajoz              | España | 1999-2000 |
| Benidorm C. F.             | España | 2000      |
| R. C. Recreativo de Huelva | España | 2001-2002 |
| C. D. Numancia de Soria    | España | 2002-2003 |